# بابل بالحافلة (كتاب)
بابل بالحافلة (بالإنجليزية: Babylon by Bus)‏ هو كتاب صدر عام 2006 من تأليف صديقين، راي ليموين وجيف نيومان، اللذين تخليا عن امتيازهما القيم في بيع قمصان "يانكيز سوك" في فينواي بارك للعثور على المغامرة في العراق، عندما أصبحا يعملان لدى قوات الاحتلال في الوظائف التي يفتقرون إلى المؤهلات اللازمة لها، وشهدوا الكثير من الأمور التي أذهلتهم وأزعجتهم.
الكتاب مكتوب من وجهة نظر ليموين.

## ملخص
يبدأ الكتاب مع ليموين ونيومان في ملعب يانكي، وهو ملعب بيسبول في برونكس، نيويورك. وإن تحول الأحداث في مباراة بوسطن ريد سوكس ضد نيويورك يانكيز يتركهم يشعرون بالإحباط، ويجد الاثنان نفسيهما يرغبان في السفر إلى مكان لم يذهبا إليه من قبل. تدور أحداث الكتاب بعد ذلك في عراق ما بعد الحرب، الذي يحتله الجيش الأمريكي، وسلطة الائتلاف المؤقتة.